# 大頭裸吻魚
大頭裸吻魚（學名：Psilorhynchus amplicephalus）為輻鰭魚綱鯉形目裸吻魚科的一個種，分布於亞洲印度阿薩姆邦的巴利甚瓦爾河流域，棲息在水流強勁、沙底質的河流，生活習性不明。